# Wereldkampioenschap superbike van Assen 1993
Het wereldkampioenschap superbike van Assen 1993 was de tiende ronde van het wereldkampioenschap superbike 1993. De races werden verreden op 12 september 1993 op het TT-Circuit Assen nabij Assen, Nederland.

## Race 1
| Pos | Nr | Rijder               | Constructeur | Rondes | Tijd                | Grid | Punten |
| --- | -- | -------------------- | ------------ | ------ | ------------------- | ---- | ------ |
| 1   | 4  | Carl Fogarty         | Ducati       | 16     | 33:54.780           | 1    | 20     |
| 2   | 11 | Scott Russell        | Kawasaki     | 16     | +2.800              | 3    | 17     |
| 3   | 6  | Aaron Slight         | Kawasaki     | 16     | +27.460             | 4    | 15     |
| 4   | 7  | Stéphane Mertens     | Ducati       | 16     | +27.700             | 11   | 13     |
| 5   | 69 | James Whitham        | Yamaha       | 16     | +31.220             | 6    | 11     |
| 6   | 10 | Piergiorgio Bontempi | Kawasaki     | 16     | +45.810             | 10   | 10     |
| 7   | 32 | Terry Rymer          | Yamaha       | 16     | +45.940             | 8    | 9      |
| 8   | 19 | Andreas Hofmann      | Kawasaki     | 16     | +47.310             | 12   | 8      |
| 9   | 14 | Christer Lindholm    | Yamaha       | 16     | +49.170             | 14   | 7      |
| 10  | 34 | Mauro Lucchiari      | Ducati       | 16     | +49.650             | 7    | 6      |
| 11  | 27 | Fred Merkel          | Ducati       | 16     | +49.950             | 5    | 5      |
| 12  | 20 | Jeffry de Vries      | Yamaha       | 16     | +50.060             | 13   | 4      |
| 13  | 23 | Fabrizio Furlan      | Kawasaki     | 16     | +55.140             | 17   | 3      |
| 14  | 99 | Christian Lavieille  | Ducati       | 16     | +1:17.180           | 18   | 2      |
| 15  | 30 | Ernst Gschwender     | Kawasaki     | 16     | +1:17.540           | 20   | 1      |
| 16  | 26 | Árpád Harmati        | Yamaha       | 16     | +1:20.660           | 16   |        |
| 17  | 36 | Mile Pajic           | Kawasaki     | 16     | +1:21.490           | 24   |        |
| 18  | 40 | Udo Mark             | Yamaha       | 16     | +1:27.950           | 28   |        |
| 19  | 76 | Jean-Yves Mounier    | Yamaha       | 16     | +1:29.540           | 26   |        |
| 20  | 89 | Marcel Kellenberger  | Kawasaki     | 16     | +1:30.880           | 23   |        |
| 21  | 70 | Aldeo Presciutti     | Ducati       | 16     | +1:50.870           | 29   |        |
| 22  | 50 | Hans Fischer         | Ducati       | 16     | +1:51.050           | 35   |        |
| 23  | 75 | Roger Kellenberger   | Yamaha       | 16     | +1:51.080           | 30   |        |
| 24  | 61 | Mauro Mastrelli      | Yamaha       | 16     | +1:51.110           | 25   |        |
| 25  | 39 | Gerard van der Wal   | Yamaha       | 16     | +1:51.620           | 36   |        |
| 26  | 80 | Herbert Köppel       | Kawasaki     | 16     | +1:51.920           | 34   |        |
| DNF | 17 | Baldassarre Monti    | Yamaha       | 10     | Uitgevallen         | 31   |        |
| DNF | 9  | Giancarlo Falappa    | Ducati       | 9      | Uitgevallen         | 2    |        |
| DNF | 54 | Tripp Nobles         | Honda        | 8      | Uitgevallen         | 32   |        |
| DNF | 49 | Marcel Ernst         | Kawasaki     | 7      | Uitgevallen         | 37   |        |
| DNF | 45 | Dominique Sarron     | Yamaha       | 7      | Uitgevallen         | 27   |        |
| DNF | 5  | Fabrizio Pirovano    | Yamaha       | 6      | Uitgevallen         | 9    |        |
| DNF | 46 | Brian Morrison       | Kawasaki     | 1      | Uitgevallen         | 15   |        |
| DNF | 60 | John Barton          | Kawasaki     | 1      | Uitgevallen         | 33   |        |
| DNF | 31 | Alex Vieira          | Yamaha       | 1      | Uitgevallen         | 21   |        |
| DNF | 57 | Philippe Mouchet     | Ducati       | 0      | Uitgevallen         | 22   |        |
| DNS | 52 | Bernhard Schick      | Ducati       | 0      | Niet gestart        | 19   |        |
| DNQ | 86 | Jean-Marc Delétang   | Yamaha       | 0      | Niet gekwalificeerd |      |        |
| DNQ | 42 | Leo Planken          | Yamaha       | 0      | Niet gekwalificeerd |      |        |
| DNQ | 55 | Matt Llewellyn       | Kawasaki     | 0      | Niet gekwalificeerd |      |        |
| DNQ | 43 | Richard Defago       | Kawasaki     | 0      | Niet gekwalificeerd |      |        |
| DNQ | 84 | Urs Weder            | Yamaha       | 0      | Niet gekwalificeerd |      |        |
| DNQ | 44 | Anton Berghammer     | Yamaha       | 0      | Niet gekwalificeerd |      |        |
| DNQ | 47 | Joop Bosch           | Kawasaki     | 0      | Niet gekwalificeerd |      |        |
| DNQ | 62 | Roberto Biagioli     | Kawasaki     | 0      | Niet gekwalificeerd |      |        |
| DNQ | 78 | Juha Kyllonen        | Ducati       | 0      | Niet gekwalificeerd |      |        |
| DNQ | 58 | Christy Rebuttini    | Ducati       | 0      | Niet gekwalificeerd |      |        |
| DNQ | 94 | Henk van den Broek   | Kawasaki     | 0      | Niet gekwalificeerd |      |        |

## Race 2
| Pos | Nr | Rijder               | Constructeur | Rondes | Tijd                | Grid | Punten |
| --- | -- | -------------------- | ------------ | ------ | ------------------- | ---- | ------ |
| 1   | 4  | Carl Fogarty         | Ducati       | 16     | 34:02.080           | 1    | 20     |
| 2   | 11 | Scott Russell        | Kawasaki     | 16     | +6.410              | 3    | 17     |
| 3   | 7  | Stéphane Mertens     | Ducati       | 16     | +15.310             | 11   | 15     |
| 4   | 5  | Fabrizio Pirovano    | Yamaha       | 16     | +18.780             | 9    | 13     |
| 5   | 69 | James Whitham        | Yamaha       | 16     | +19.110             | 6    | 11     |
| 6   | 6  | Aaron Slight         | Kawasaki     | 16     | +20.470             | 4    | 10     |
| 7   | 9  | Giancarlo Falappa    | Ducati       | 16     | +20.670             | 2    | 9      |
| 8   | 14 | Christer Lindholm    | Yamaha       | 16     | +37.960             | 14   | 8      |
| 9   | 32 | Terry Rymer          | Yamaha       | 16     | +38.080             | 8    | 7      |
| 10  | 10 | Piergiorgio Bontempi | Kawasaki     | 16     | +39.290             | 10   | 6      |
| 11  | 20 | Jeffry de Vries      | Yamaha       | 16     | +39.330             | 13   | 5      |
| 12  | 19 | Andreas Hofmann      | Kawasaki     | 16     | +50.500             | 12   | 4      |
| 13  | 23 | Fabrizio Furlan      | Kawasaki     | 16     | +50.570             | 17   | 3      |
| 14  | 36 | Mile Pajic           | Kawasaki     | 16     | +1:04.340           | 24   | 2      |
| 15  | 31 | Alex Vieira          | Yamaha       | 16     | +1:08.360           | 21   | 1      |
| 16  | 46 | Brian Morrison       | Kawasaki     | 16     | +1:08.450           | 15   |        |
| 17  | 40 | Udo Mark             | Yamaha       | 16     | +1:08.580           | 28   |        |
| 18  | 89 | Marcel Kellenberger  | Kawasaki     | 16     | +1:08.960           | 23   |        |
| 19  | 75 | Roger Kellenberger   | Yamaha       | 16     | +1:34.920           | 30   |        |
| 20  | 61 | Mauro Mastrelli      | Yamaha       | 16     | +1:35.070           | 25   |        |
| 21  | 26 | Árpád Harmati        | Yamaha       | 16     | +1:36.100           | 16   |        |
| 22  | 76 | Jean-Yves Mounier    | Yamaha       | 16     | +1:36.170           | 26   |        |
| 23  | 54 | Tripp Nobles         | Honda        | 16     | +1:45.590           | 32   |        |
| 24  | 49 | Marcel Ernst         | Kawasaki     | 16     | +1:46.190           | 37   |        |
| 25  | 80 | Herbert Köppel       | Kawasaki     | 15     | +1 ronde            | 34   |        |
| NC  | 39 | Gerard van der Wal   | Yamaha       | 5      | +11 ronden          | 36   |        |
| DNF | 34 | Mauro Lucchiari      | Ducati       | 14     | Uitgevallen         | 7    |        |
| DNF | 99 | Christian Lavieille  | Ducati       | 13     | Uitgevallen         | 18   |        |
| DNF | 45 | Dominique Sarron     | Yamaha       | 9      | Uitgevallen         | 27   |        |
| DNF | 70 | Aldeo Presciutti     | Ducati       | 9      | Uitgevallen         | 29   |        |
| DNF | 30 | Ernst Gschwender     | Kawasaki     | 8      | Uitgevallen         | 20   |        |
| DNF | 27 | Fred Merkel          | Ducati       | 8      | Uitgevallen         | 5    |        |
| DNF | 50 | Hans Fischer         | Ducati       | 5      | Uitgevallen         | 35   |        |
| DNS | 52 | Bernhard Schick      | Ducati       | 0      | Niet gestart        | 19   |        |
| DNS | 57 | Philippe Mouchet     | Ducati       | 0      | Niet gestart        | 22   |        |
| DNS | 17 | Baldassarre Monti    | Yamaha       | 0      | Niet gestart        | 31   |        |
| DNS | 60 | John Barton          | Kawasaki     | 0      | Niet gestart        | 33   |        |
| DNQ | 86 | Jean-Marc Delétang   | Yamaha       | 0      | Niet gekwalificeerd |      |        |
| DNQ | 42 | Leo Planken          | Yamaha       | 0      | Niet gekwalificeerd |      |        |
| DNQ | 55 | Matt Llewellyn       | Kawasaki     | 0      | Niet gekwalificeerd |      |        |
| DNQ | 43 | Richard Defago       | Kawasaki     | 0      | Niet gekwalificeerd |      |        |
| DNQ | 84 | Urs Weder            | Yamaha       | 0      | Niet gekwalificeerd |      |        |
| DNQ | 44 | Anton Berghammer     | Yamaha       | 0      | Niet gekwalificeerd |      |        |
| DNQ | 47 | Joop Bosch           | Kawasaki     | 0      | Niet gekwalificeerd |      |        |
| DNQ | 62 | Roberto Biagioli     | Kawasaki     | 0      | Niet gekwalificeerd |      |        |
| DNQ | 78 | Juha Kyllonen        | Ducati       | 0      | Niet gekwalificeerd |      |        |
| DNQ | 58 | Christy Rebuttini    | Ducati       | 0      | Niet gekwalificeerd |      |        |
| DNQ | 94 | Henk van den Broek   | Kawasaki     | 0      | Niet gekwalificeerd |      |        |

## Tussenstanden na wedstrijd
| Pos | Nr | Rijder            | Team     | Punten |
| --- | -- | ----------------- | -------- | ------ |
| 1   | 11 | Scott Russell     | Kawasaki | 293,5  |
| 2   | 4  | Carl Fogarty      | Ducati   | 286,5  |
| 3   | 6  | Aaron Slight      | Kawasaki | 221    |
| 4   | 5  | Fabrizio Pirovano | Yamaha   | 202    |
| 5   | 9  | Giancarlo Falappa | Ducati   | 198    |

1992 · 1993 · 1994 · 1995 · 1996 · 1997 · 1998 · 1999 · 2000 · 2001 · 2002 · 2003 · 2004 · 2005 · 2006 · 2007 · 2008 · 2009 · 2010 · 2011 · 2012 · 2013 · 2014 · 2015 · 2016 · 2017 · 2018 · 2019 · 2021 · 2022 · 2023 · 2024 · 2025